# СКК Борац 1947
СКК Борац 1947 је кошаркашки клуб из Бање Луке, Република Српска и БиХ, основан дефакто 2018, и који се позивао на судске пресуде тврдећи да је дејуре основан 1947. године и као такав насљедник имењака односно најстаријег кошаркашког клуба у БиХ. По оснивању, играо је двије сезоне Другу лигу Републике Српске.

## Спор око имена и наслијеђа резултата

### КК Борац Бања Лука или ОКК Борац Бања Лука или СКК Борац 1947
У Бањој Луци од 2017. године траје прича о реактивирању изворног КК Борац, који је судски залеђен 2006. године, а његов континутет наступа у лигама је потом преузео клуб који је у имену имао назив Борац али је неколико пута мијењао префикс због нагомиланих дугова и тешке финансијске ситуације, и тако све до 2011. када се усталио и финансијски стабилизовао под новооснованим именом ОКК Борац Бања Лука.
Због турбуленција у клубу почетком 2018, а све је кулминирало смијеном тренера Бојана Божића, и несугласица унутар управе јер је одлука о смјени тренера донесена прегласавањем, прегласани дио управе и смијењени тренер реактивирају изворни клуб под називом СКК Борац 1947, и крећу од најнижег ранга, Друге кошаркашке лиге РС, и у јавност износе став и правне аргументе (Извод из судског регистра) да су они успјели судски реактивирати изворни КК Борац, и да су његова традиција и резултати до тренутка замрзавања 2006. сада приписана СКК Борац 1947.
ОКК Борац Бања Лука је 2018. промијенио име у КК Борац Бања Лука о чему се тренутно води спор, јер челници СКК Борац 1947 тужбом оспоравају назив КК Борац Бања Лука иако судски признат и регистрован, и желе да му врате назив ОКК Борац Бања Лука.

## Историја - Сезона 1997/1998.
У сезони 1997/98. КК Борац Нектар је наступао у Првој Б лиги Југославије и Првенству Републике Српске. У Првој Б лиги Југославије правило је било да прва два клуба иду у највиши ранг такмичења. У посљедња три кола лигашког надметања све је кључало на врху табеле, а КК Борац Нектар и даље је био на само корак од најелитнијег ранга. Врх табеле изгледао је овако: КК Хемофарм 41 бод, КК Борац Нектар и КК Здравље по 40, КК Борац Чачак и КК Ибон по 39 бодова итд.
У посљедња три кола кошаркаши Бањалучког Борца забиљежили су све побједе. Нажалост великом фарсом у утакмици претпосљедњег кола у Никшићу у утакмици Ибон – Хемофарм, гдје због наводног на судију, утакмица није ни одиграна. А послије дуго чекања одлука Радомира Шапера, комесара за такмичење Кошаркашког савеза Југославије, да региструје меч службено 2:0 КК Хемофарм, била је шлаг на торту, коју симболизује овај преседан у дугој историји Југословенске кошарке. На тај начин клуб из Вршца је промовисан у – члана Винстон ЈУБА лиге!? Шансе Борац Нектара да оствари свој дугогодишњи сан биле су сведене на минимум, на голу теорију у посљењем колу. То се показало као истинито јер и поред побједе, Ибон није могао да изненади Здравље у Лесковцу, мада постоји вело сумње и на тај меч јер нису играни у исто вријеме мечеви посљедњег кола иако су директно одлучивали о путницима у највиши ранг. На крају Бањалучани си заузели треће мјесто и нису обезбиједили пласман у највиши ранг:
- 24. коло (28. март 1998.) ПРИМОРЈЕ – БОРАЦ НЕКТАР 81:82 (71:71, 63:63, 28:27)
- 25. коло (4. април 1998.) БОРАЦ НЕКТАР – СРЕМ 70:69 (43:24)
- 26. коло (11. април 1998.) МАШИНАЦ – БОРАЦ НЕКТАР 65:74 (29:43)

Коначна табела имала је сљедећи изглед: 1. КК Хемофарм 47 бодова, 2. КК Здравље 46, 3. КК Борац Нектар 46;
(одломак из Годишњака Кошаркашког клуба Борац Нектар, аутор: Лимун Папић, јун 1999.)

### Сезона 1997/1998., Прва лига Републике Српске
КК Борац Нектар у Првој лиги Републике Српске те сезоне, у 18 прволигашких мечева забиљежено је 17 побједа, уз само један пораз, онај у Бијељини. Борац је утакмице играо између наступа у Првој Б лиги Југославије. 

У плеј-офу су прво савладали састав Сарајева, а затим су били бољи и од Леотара, који је направио крупно изненађење двјема побједама над Вардом у полуфиналу! Борац Нектар је тако по пети пут постао првак Републике Српске.
- ПОЛУФИНАЛЕ ПЛЕЈ-ОФА
  - Бања Лука, 23. март 1998. САРАЈЕВО – БОРАЦ НЕКТАР 69:87
  - Бања Лука, 24. март 1998. БОРАЦ НЕКТАР – САРАЈЕВО 88:62
- ФИНАЛА ПЛЕЈ-ОФА
  - 13. април 1998. ЛЕОТАР – БОРАЦ НЕКТАР 76:110
  - 17. април 1998. БОРАЦ НЕКТАР – ЛЕОТАР 96:53

(одломак из Годишњака Кошаркашког клуба Борац Нектар, аутор: Лимун Папић, јун 1999.)

## Први наступ у ЕВРОПИ /1998.
Послије више од пола вијека постојања, те 1998. године, Борац Нектар први пут учествује у европском такмичењу, као легитимни представник Републике Српске. Послије шест година сталног играња у СР Југославији, изван своје дворане, Борац Нектар је поново имао прилику да у Бањој Луци, игра велике мечеве. Овога пута европског формата кроз Куп Радивоја Кораћа. Противник у квалификацијама био је Аустријски представник Монтани из Капфенберга. Под сводове СД "Борик", тог 16. септембра (утакмица је почела у 20,30 часова), слегло се 5.500 навијача Борац Нектара. Свако мјесто било је запосједнуто, а тон су одмах дали навијачи Борца, популарни 	Лешинари и оркестар "Бањалучки трубачи". Био је то "Борик" у неком новом, европском издању, дотад невиђеном.
Бања Лука, 16. септембар 1998. године:
```
БОРАЦ НЕКТАР – МОНТАНА 92:56
```

Капфенберг, 23. септембар 1998. године
```
МОНТАНА - БОРАЦ НЕКТАР 65:64
```

БОРАЦ НЕКТАР наступао је у својим првоим европским наступима у сљедећем саставу: Шево, Вујасиновић, Кукић, Шућур, Радојичић, Бабић, Протић, Зиројевић, Вулета, Благојевић.
Убједљивом побједом кошаркаши Борца обезбједили су пласман у Ј групу Куп Радивоја Кораћа.
(одломак из Годишњака Кошаркашког клуба Борац Нектар, аутор: Лимун Папић, јун 1999.)

### Куп Радивоја Кораћа - група Ј /1998.
Борац Нектар се часно борио у групи „Ј“ престижног Купа Радивоја Кораћа. На свом терену у препуном „Борику“ није знао за пораз, у гостима није знао за – побједу.
ТАКМИЧАРСКА ГРУПА "Ј"
1. коло (Загреб, 7. октобар 1998.) БЕНСТОН – БОРАЦ НЕКТАР 58:56 (Шево 21, Кукић 15, Зиројевић 9)
2. коло (Бања Лука, 13. октобар 1998.) БОРАЦ НЕКТАР – ДУКАТО 55:52 (Шево 10, Кукић 13, Зиројевић 10)
3. коло (Измир, 22. октобар 1998.) ТУБОРГ – БОРАЦ НЕКТАР 85:75 (Шево 19, Кукић 8, Зиројевић 11, Вулета 20)
4. коло (Бања Лука, 4. новембар 1998.) БОРАЦ НЕКТАР – БЕНСТОН 77:60 (Шево 20, Кукић 23, Шућур, Бабић 13)
5. коло (Сијена, 11. новембар 1998.) ДУКАТО – БОРАЦ НЕКТАР 77:56 (Кукић 10, Зиројевић 20, Вулета 10)
6. коло (Бања Лука, 19. новембар 1998.) БОРАЦ НЕКТАР – ТУБОРГ 73:69 (Шево 19, Кукић 16, Шућур, Вулета 16)
(одломак из Годишњака Кошаркашког клуба Борац Нектар, аутор: Лимун Папић, јун 1999.)

#### Први европски дуел тимова из Републике Српске и Хрватске
Гостовањем у Загребу, гдје је за ривала имао састав КК Бенстона, 7. октобра 1998. године, КК Борац Нектар је започео своје такмичење у Купу Радивоја Кораћа. Домаћини су побиједили са 58:56 (32:26), а побједоносни кош постигнут је (Пешић) на само четири секунде прије него што се огласила сирена.

Новембарско вече (4. новембар 1998.) је било вече које ће љубитељи кошарке у Бањој Луци памтити за сва времена. У крцатом "Борику", пред око 6.500 гледалаца, први пут на тлу Републике Српске, мегдан су подијелиле екипе из Републике Српске и Хрватске. Бенстон је те вечери у спортском смислу потучен до ногу. Коначних 77:60, довољно говори о доминацији Бањалучких кошаркаша. 

(одломак из Годишњака Кошаркашког клуба Борац Нектар, аутор Лимун Папић, јун 1999.)

## Имена кроз историју
- КК Борац Инцел (? - 1992)
- КК Борац Боровица (1992-1993)
- КК Борац (1993-1994)
- КК Борац Нектар (1994-2003)
- СКК Бањалучка пивара (2003-2006)
- СКК Борац 1947 (2018-тренутно)

## Грб кроз историју
- Тренутни грб, у употреби од 2018. године.

## Учинак у претходним сезонама
| Сез.     | Прва лига РС | Прва лига БиХ | Јадранска лига | Друга лига Републике Српске - група запад |
| -------- | ------------ | ------------- | -------------- | ----------------------------------------- |
| 2002/03. | —            | Финале ПО     | 11. мјесто     | —                                         |
| 2003/04. | —            | Полуфинале ПО | 13. мјесто     | —                                         |
| 2004/05. | —            | 5. мјесто     | —              | —                                         |
| 2005/06. | —            | 9. мјесто ↓   | —              | —                                         |
| 2018/19. | —            | —             | —              | 7. мјесто                                 |
| 2019/20. | —            | —             | —              | —                                         |

## Успјеси
- Прва лига Босне и Херцеговине
  - Првак (1): 1999/00
- Куп Босне и Херцеговине
  - Освајач (1): 1999/00
- Прва лига Републике Српске
  - Првак (7): 1993/94, 1994/95, 1995/96, 1996/97, 1997/98, 1998/99, 2001/02.
- Куп Републике Српске
  - Освајач (7): 1993/94, 1994/95, 1995/96, 1996/97, 1997/98, 1998/99, 2001/02,
- Учесник Јадранске лиге:
  - 2002/03 (11. мјесто), 2003/04 (13. мјесто)
- Учесник Прва Б Југословенска лига у кошарци: 
  - 1997/98 (3. мјесто)

## Галерија
- СД „Борик“ Бања Лука